# Constance Clyde

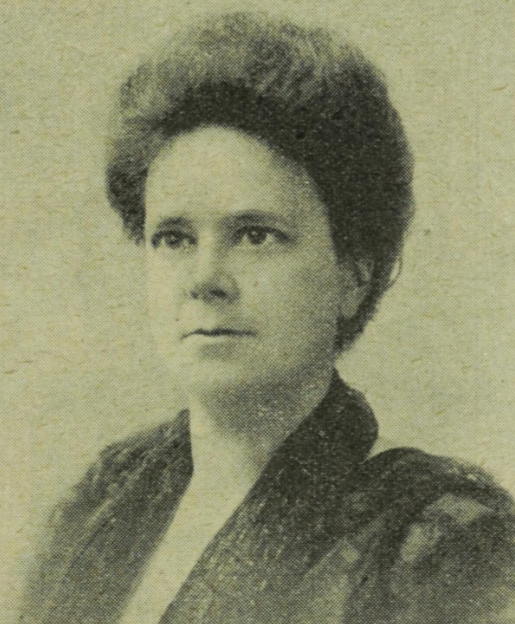
Constance Clyde (um 1914)

Constance Jane McAdam (* 25. Juli 1872 in Glasgow, Schottland; † 30. August 1951 Brisbane, Queensland, Australien), mit ihren Publikationen in der Öffentlichkeit als Constance Clyde bekannt, war eine neuseeländisch-australische Journalistin, Autorin und Frauenrechtlerin.

## Frühes Leben
Constance Jane McAdam wurde am 25. Juli 1872 als Tochter der Eheleute Mary Couper und William McAdam in Glasgow geboren. Sie war das elfte Kind von insgesamt zwölf Kinder der Familie. Constances Vater war Besitzer der Hydepark Pottery and Glass Bottle Works in Glasgow. Als ihr Vater im Frühjahr 1879 in finanzielle Schwierigkeiten geriet, entschied er mit seiner gesamten Familie nach Neuseeland auszuwandern.

## Neuseeland
Als Constance sieben Jahre alt war, erreichte die Familie Neuseeland und siedelte in Dunedin. Constance besuchte dort die örtlichen Schulen und begann mit dem Schreiben von Gedichten. Ihr erstes Werk, „Blighted Hopes“, wurde, als sie zwölf Jahre alt war, in der Zeitung Otago Witness veröffentlicht und sie gewann den zweiten Preis in einem Geschichtenwettbewerb für Erwachsene, als sie noch in der Schule war. Ihr erstes Geld verdiente sie mit einer Kurzgeschichte, die im Dunedin Star veröffentlicht wurde. Nach ihrer Schule arbeitete sie als Journalistin für Zeitungen in Auckland und Christchurch.
Wann Constance von ihrem richtigen Namen Abstand nahm und in der Öffentlichkeit als Constance Clyde auftrat und wie sie zu dem Nachnamen gekommen ist, ist nicht überliefert. Möglich ist eine Verbindung zum River Clyde, der in Schottland durch ihre Heimatstadt Glasgow fließt.

## Australien
1898 zog es Constance nach Australien, wo sie in Sydney lebte und für australischen und englische Zeitungen schrieb. Ein der Publikationen, für die sie regelmäßig schrieb und die ihr eine geeignete Plattform bot, war das wöchentlich erscheinende Magazin The Bulletin aus Sydney. Das Magazin bot ihr die Gelegenheit sich in ihren Artikel mit sozialen, feministischen und literarischen Fragen zu befassen. In Sydney schloss sie sich auch dem Yorick Club an, der ein etwas  unkonventioneller Zusammenschluss von Personen war, die ein professionelles Interesse an Literatur, bildender Kunst und Wissenschaft besaßen.

## England
1903 ging Constance nach England mit dem Ziel, in London eine literarische Karriere zu beginnen. 1905 veröffentlichte sie dann mit „A Pagan’s Love“ ihren ersten und einzigen Roman. In diesem Roman, der sich gegen die Puritaner richtete, ging es offenbar um die Abhängigkeit einer Frau und Heldin, die erwog eine außereheliche Beziehung mit einem Mann zu führen. Constance schloss sich der Suffragetten-Bewegung in London an und wurde im März 1907 bei einer Protestaktion für das Wahlrecht von Frauen vor dem britischen Parlament zusammen mit weiteren 56 Frauen verhaftet. Nach dreizehn Tage Haft im seinerzeit berüchtigten Holloway Prison und einer Strafzahlung von 20 Shilling schrieb Constance ihre Erfahrungen nieder und konnte sie schließlich am 24. Juni 1907 in einem Artikel in der Zeitung The Mercury, die in Hobart im Bundesstaat Tasmanien herausgegeben wurde, veröffentlichen. In den folgenden Jahren trat sie politisch nicht mehr in Erscheinung, hatte keine Veröffentlichungen mehr und ließ sich im Jahr 1912 von einem Jesuiten-Pastor in seine Kirche aufnehmen.

## Neuseeland
Irgendwann in den 1920er Jahren ging Constance wieder zurück nach Neuseeland, veröffentlichte 1925 in Zusammenarbeit mit dem Journalisten Alan Mulgan ein viel beachtetes Reisebuch über das moderne Neuseeland mit dem Titel „New Zealand Country and People“, arbeitete in einer Schule für Behinderte, wurde stellvertretendes Leiterin eines Frauengefängnisses und war Wärterin in einer Nervenheilanstalt mit 1500 Insassen, schrieb weiter ihre Kurzgeschichten und vertrat die Position, dass der Staat für Kinder mit Lernbehinderungen Montessori-Lehrer einsetzen solle. 1928 lebte sie in Auckland. 1931 wurde Constance aus dem neuseeländischen Parlament geworfen, weil sie mit anderen zusammen gegen den Child Welfare Act 1925 protestierte.

## Australien
Irgendwann zwischen 1931 und 1933 ging Constance wieder zurück nach Australien und als in Auckland in einer Zeitung über ihr Ableben berichtet wurde, meldete sie sich im Juli 1933 von Brisbane aus bei der Sydney Sun und stellte dies als eine Zeitungsente dar. 1935 geriet sie in Australien mit dem Gesetz in Konflikt, als sie in Brisbane für Wahrsagerei mit Teeblättern verhaftet wurde. Da sie sich geweigert hatte eine Geldstrafe dafür zu zahlen, musste sie ins Gefängnis. In den folgenden Jahren wurden ihre Anliegen, mit denen sie an die Öffentlichkeit ging, trivialer und wurde damit auch nicht mehr ernst genommen. Im Jahr 1944 erschien in der Queensland Times ein eher fades Gedicht von ihr über die Tragödien der Liebe. Danach verschwand sie aus dem öffentlichen Bewusstsein. In einem Wählerverzeichnis von Queensland aus dem Jahr 1949 war sie noch als Journalistin geführt und wohnte in der Deighton Road im südlichen Teil von Brisbane.
Constance Clyde verstarb am 30. August 1951 in Brisbane und wurde ohne Notiz von der Öffentlichkeit und ohne Nachruf auf dem Friedhof der Hemmant Cemetery in Brisbane beerdigt.

## Werke

### 1896
- 1896 – Consolation – Song Words. In: The Bulletin. Sydney 12. Dezember 1896 (englisch, Gedicht).

### 1897
- 1897 – Hypnotised. In: The Bulletin. Sydney 9. Januar 1897 (englisch, Kurzgeschichte).
- 1897 – To Save His Soul. In: The Bulletin. Sydney 26. Juni 1897 (englisch, Kurzgeschichte).
- 1897 – Dead. In: The Bulletin. Sydney 31. Juli 1897 (englisch, Gedicht).
- 1897 – A Woman’s Promise. In: The Queenslander. Brisbane 11. Dezember 1897 (englisch, Kurzgeschichte).

### 1898
- 1898 – Mrs Murgan’s Snake Bite Cure. In: The Sydney Mail. Sydney 17. Dezember 1898 (englisch, Kurzgeschichte).
- 1898 – Letters from the Grave. In: The Queenslander. Brisbane 17. Dezember 1898 (englisch, Kurzgeschichte).
- 1898 – Dreams and Shadows. In: The Bulletin. Sydney 24. Dezember 1898 (englisch, Gedicht).

### 1899
- 1899 – A Woman’s Love. In: The Bulletin. Sydney 7. Januar 1899 (englisch, Kurzgeschichte).
- 1899 – Virgins, Wise and Foolish. In: The Bulletin. Sydney 28. Januar 1899 (englisch, Gedicht).
- 1899 – The Widow. In: The Bulletin. Sydney 11. Februar 1899 (englisch, Gedicht).
- 1899 – Night’s Day. In: The Bulletin. Sydney 11. Februar 1899 (englisch, Gedicht).
- 1899 – A Glass of Beer. In: The Bulletin. Sydney 1. Juli 1899 (englisch, Gedicht).
- 1899 – A Boarding-House Idyl. In: The Bulletin. Sydney 29. Juli 1899 (englisch, Kurzgeschichte).
- 1899 – The Test of Love. In: The Bulletin. Sydney 2. September 1899 (englisch, Gedicht).
- 1899 – Conversely! In: The Bulletin. Sydney 4. November 1899 (englisch, Kurzgeschichte).
- 1899 – The Saddest Song. In: The Bulletin. Sydney 9. Dezember 1899 (englisch, Gedicht).
- 1899 – The Soul of David King. In: The Bulletin. Sydney 9. Dezember 1899 (englisch, Kurzgeschichte).
- 1899 – The Dream Child. In: The Bulletin. Sydney 23. Dezember 1899 (englisch, Gedicht).

### 1900
- 1900 – The Elopement of Lydia. In: The Bulletin. Sydney 6. Januar 1900 (englisch, Gedicht).
- 1900 – In the Night. In: The Bulletin. Sydney 20. Januar 1900 (englisch, Gedicht).
- 1900 – Love’s Climax. In: The Bulletin. Sydney 24. Februar 1900 (englisch, Gedicht).
- 1900 – Why They Killed Mrs Saville. In: The Bulletin. Sydney 10. März 1900 (englisch, Kurzgeschichte).
- 1900 – For Ever. In: The Bulletin. Sydney 28. April 1900 (englisch, Gedicht).
- 1900 – Mrs Flynn’s Sofy. In: The Bulletin. Sydney 5. Mai 1900 (englisch, Kurzgeschichte).
- 1900 – Jones, the Genius Hunter. In: The Bulletin. Sydney 26. Mai 1900 (englisch, Gedicht).
- 1900 – The Cleverness of Douglas Fitzgerald. In: The Australasian. Melburne 2. Juni 1900 (englisch, Kurzgeschichte).
- 1900 – Angela, the Good. In: The Bulletin. Sydney 23. Juni 1900 (englisch, Kurzgeschichte).
- 1900 – Millar’s Water. In: The Australasian. Melburne 7. Juli 1900 (englisch, Kurzgeschichte).
- 1900 – The Broken Dove. In: The Bulletin. Sydney 28. Juli 1900 (englisch, Gedicht).
- 1900 – Stepmother Bessie. In: The Australasian. Melburne 11. August 1900 (englisch, Kurzgeschichte).
- 1900 – The Man that Came Back. In: The Bulletin. Sydney 25. August 1900 (englisch, Kurzgeschichte).
- 1900 – A Faithful Woman. In: The Bulletin. Sydney 8. September 1900 (englisch, Gedicht).
- 1900 – The Ballad of John Bigley. In: The Bulletin. Sydney 20. Oktober 1900 (englisch, Gedicht).
- 1900 – Parson King’s Happy Day. In: The Bulletin. Sydney 3. November 1900 (englisch, Kurzgeschichte).
- 1900 – Sympathetic Miss Swanston. In: The Australasian. Melburne 29. Dezember 1900 (englisch, Kurzgeschichte).
- 1900 – Pirates. In: The Bulletin. Sydney 29. Dezember 1900 (englisch, Kurzgeschichte).

### 1901
- 1901 – My Best Friend. In: The Australasian. Melburne 29. Juni 1901 (englisch, Kurzgeschichte).
- 1901 – Her Good Father. In: The Newsletter. Sydney 28. Dezember 1901 (englisch, Kurzgeschichte).
- 1901 – Pan of the Seashore. In: The Australasian. Melburne 6. April 1901 (englisch, Gedicht).
- 1901 – Mr. Shannon’s Choice. In: The Australasian. Melburne 19. Oktober 1901 (englisch, Kurzgeschichte).
- 1901 – The Chief Mourner. In: The Australasian. Melburne 16. November 1901 (englisch, Kurzgeschichte).

### 1902
- 1902 – The Forgiveness of Florence. In: The Australasian. Melburne 14. Juni 1902 (englisch, Kurzgeschichte).
- 1902 – The Game Eileen Played. In: The Australasian. Melburne 5. Juli 1902 (englisch, Kurzgeschichte).
- 1902 – An Appeal. In: The Bulletin. Sydney 19. Juli 1902 (englisch, Gedicht).
- 1902 – Mabel’s Love Letter. In: The Australasian. Melburne 20. September 1902 (englisch, Kurzgeschichte).
- 1902 – Lizzie’s Lie. In: The Australasian. Melburne 15. November 1902 (englisch, Kurzgeschichte).

### 1903
- 1903 – The Ballad of John Ibbetson. In: The Bulletin. Sydney 21. Februar 1903 (englisch, Gedicht).
- 1903 – A Men’s Refuge. In: The Bulletin. Sydney 21. März 1903 (englisch, Kurzgeschichte).
- 1903 – The Diplomacy of Caroline. In: The Bulletin. Sydney 16. Mai 1903 (englisch, Kurzgeschichte).
- 1903 – The Question of Beer. In: The Bulletin. Sydney 23. Mai 1903 (englisch, Gedicht).
- 1903 – The Enfranchised Woman. In: The Bulletin. Sydney 20. Juni 1903 (englisch, Prosa).
- 1903 – The Difference. In: The Bulletin. Sydney 27. Juni 1903 (englisch, Gedicht).
- 1903 – An Exemplary Mother. In: The Australasian. Melburne 22. August 1903 (englisch, Kurzgeschichte).
- 1903 – The Marrying of Mr. Maxwell. In: The Australasian. Melburne 24. Oktober 1903 (englisch, Kurzgeschichte).
- 1903 – The Commonplace Men. In: The Australian Town and Country Journal. Sydney 9. Dezember 1903 (englisch, Gedicht).

### 1904
- 1904 – A Pilgrim of Love. In: Colac Herald. Colac 16. September 1904 (englisch, Kurzgeschichte).
- 1904 – His Strange Little Lady. In: The Australasian. Melburne 26. März 1904 (englisch, Kurzgeschichte).
- 1904 – The Tragedy of the Spun. In: The Australasian. Melburne 28. Mai 1904 (englisch, Kurzgeschichte).
- 1904 – Held Cheap. In: The Australasian. Melburne 9. Juli 1904 (englisch, Kurzgeschichte).
- 1904 – The Ordeal of Mrs Holmes. In: The Australasian. Melburne 26. November 1904 (englisch, Kurzgeschichte).

### 1905
- 1905 – A Pagan's Love. T. Fisher Unwin, London 1905 (englisch, Roman).

### 1908
- 1908 – The Career of Jessica. In: The Australian Town and Country Journal. Sydney 26. Februar 1908 (englisch, Kurzgeschichte).

### 1915–1918
- 1915 – The Plan of Elise Blanc. In: The Australasian. Melburne 13. März 1915 (englisch, Kurzgeschichte).
- 1916 – The Pardoning of Jessie. In: The Australasian. Melburne 11. März 1916 (englisch, Kurzgeschichte).
- 1918 – Soldier’s Wives. In: The Australasian. Melburne 23. März 1918 (englisch, Kurzgeschichte).

### 1921–1928
- 1921 – The Flippancy of Felicia. In: The Australasian. Melburne 3. September 1921 (englisch, Kurzgeschichte).
- 1922 – It’s a Young Country Yet. In: The Australasian. Melburne 28. Januar 1922 (englisch, Kurzgeschichte).
- 1922 – When the Dumb Spoke. In: The Australasian. Melburne 11. Februar 1922 (englisch, Kurzgeschichte).
- 1925 – Constance Clyde, Alan E. Mulgan: New Zealand: Country and People. Whitcombe and Tombs, Auckland 1925 (englisch, Reiseliteratur).
- 1927 – The Eyes of John Denne. In: The Bulletin. Sydney 27. Januar 1927 (englisch, Kurzgeschichte).
- 1927 – The Motor-Car Wife. In: The Australian Woman’s Mirror. Sydney 27. September 1927 (englisch, Kurzgeschichte).
- 1928 – Elimination. In: The Australian Woman’s Mirror. Sydney 3. Januar 1928 (englisch, Kurzgeschichte).
- 1928 – With Shop Attached. In: The Australian Woman’s Mirror. Sydney 14. Februar 1928 (englisch, Kurzgeschichte).

### 1930–1944
- 1930 – The Magic Dress. In: The Australian Woman’s Mirror. Sydney 12. August 1930 (englisch, Kurzgeschichte).
- 1935 – Change of Heart. In: The Queenslander. Brisbane 21. März 1935 (englisch, Kurzgeschichte).
- 1944 – Contrasts. In: Queensland Times. Ipswich 3. März 1944 (englisch, Gedicht).

Quelle: Christopher Dawson (2023)